# OLPC

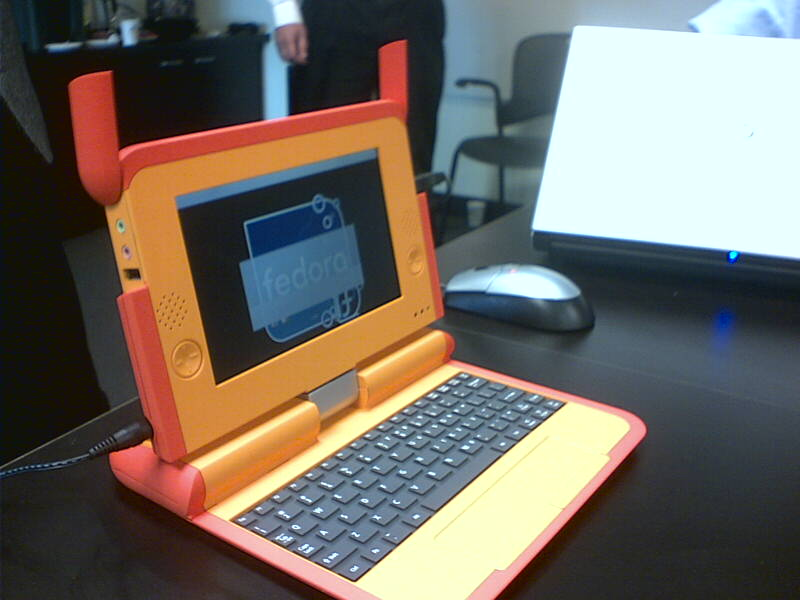
2006年5月に公表された最初の実用機

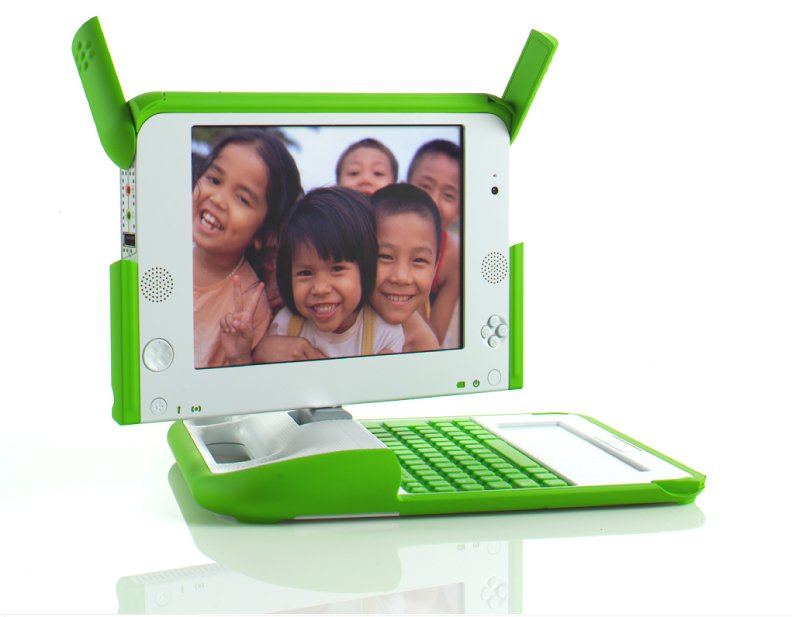
XO-1試作機　第二世代

OLPC（英: One Laptop per Child）とは2014年まで活動していた、マサチューセッツ工科大学のニコラス・ネグロポンテを中心とするNPOの財団であった。一般に100ドルノートPCとして知られているノートパソコン・OLPC XO-1を開発した。ブランドの管理を続けているのは、マイアミに拠点を置くOLPC協会である。

## 概要
OLPCは、世界中、特に開発途上国の子供たちに革新的な教育理論に基づく学習の手段を提供することを目的として活動しているNPOである。このプロジェクトの実践にあたり、必要となるハードウェアとして"XO"と呼ばれるラップトップ・ソフトウェアとして「Sugar」（シュガー）と呼ばれる親しみやすいユーザインタフェースや「（英: Squeak）英: Etoys」（スクイーク・イートーイズ）など、そしてこれらを学習コミュニティとしてつなぎあわせるメッシュネットワークやコンテンツの開発、コンテンツを提供するスクールサーバの開発などが現在世界中のボランティアの力を得て、進行中である。このうち、特に日本国内でマスメディアに取り上げられることの多い、俗に「100ドルパソコン」（英: $100 laptop）と呼ばれるラップトップ「XO」は、それを持ち歩く先がどこでも「学校になる」ように非常に高い耐環境性・低消費電力といった特徴を備える。
しかし、OLPCの活動目的はあくまでも子供たちへの教育の機会の提供であって、ラップトップの開発自体や情報格差（デジタルデバイド）の解消が主たる目的ではない。ネグロポンテは「教育プロジェクトであって、ラップトップ開発プロジェクトではない」と語っている。
製造は台湾のクアンタ・コンピュータに委託することが決定しており、2006年中に評価用の試作機を完成し、2007年には同パソコンがウルグアイやブラジルなどの児童らに配布されテストされている。
当初の価格は130から140ドル程度となるが、2008年末までには通称通りの100ドルに低価格化する予定。2007年時点のコストは175ドルである。
その性格上、開発途上国政府を通じた現地の小学生らへの配布が中心である。ただし、一般ユーザーに対してもeBayを通じて450ドルで販売し、その収益でより多くのパソコンを寄付するアイデアがあるが詳細は決まっていない。2007年11月に2週間限定で、「Give One Get One」プログラムを開始。これにより、アメリカとカナダの一般ユーザーに2台400ドルでOLPCのホームページで通信販売がおこなわれた。1台は途上国に寄付、2台目はユーザーのもとに届く。
「英: Give One Get One」プログラム（1つ購入すると1つ寄付 —）は、1日あたり2百万ドルの寄付金を集めることに成功。2007年11月23日に終了する予定であった取り組みは、同年12月31日まで延長された。さらに大量注文の場合の値引すると発表、100-999台を一台300ドル、1000-9999台を一台249ドル、10,000台以上を 一台199ドルで政府や教育機関に販売することを発表した。
また「英: Give One Get One」は2008年にも実施された。2007年は送付先が米国、カナダに限定されていたが、2008年はアマゾン社などの流通大手の協力により、より広範囲な国々への通信販売が可能となった。但し日本は対象国には含まれなかった。

## 歴史

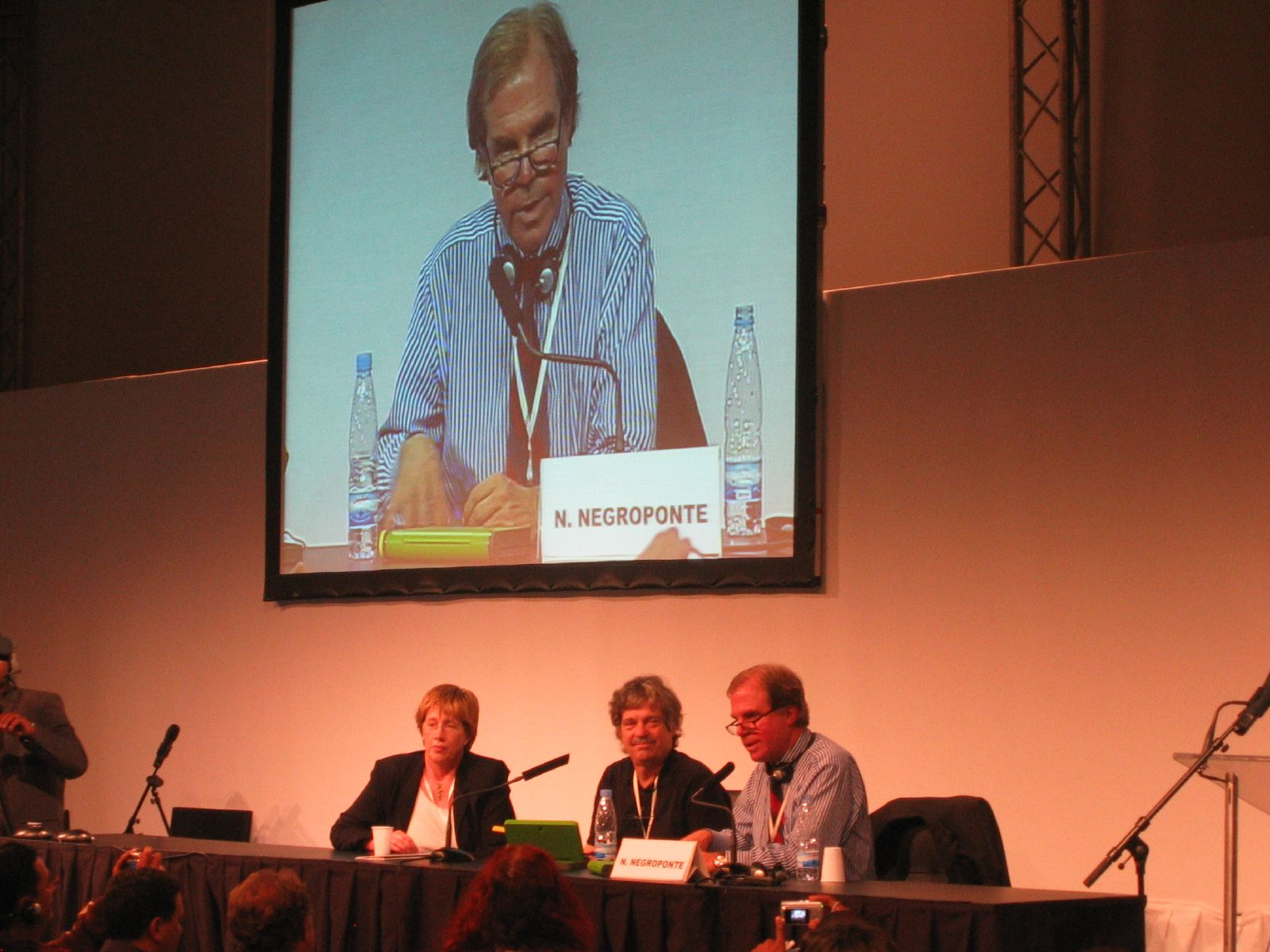
マリー・ルー・ヨプセン、アラン・ケイ、ニコラス・ネグロポンテが100ドルPCのベールを外す

OLPCは、シーモア・パパートが開拓した構成主義学習理論、アラン・ケイの業績、そしてニコラス・ネグロポンテの著作『ビーイング・デジタル』に書かれた原理を基盤に据えている。創設に協力した会員はGoogle、ニューズ・コープ、AMD、レッドハット、ブライトスター、ノーテルであり、それぞれプロジェクトに200万ドルを寄付した。これら3名の個人と6つの企業がOLPCにおいて主導的な立場にある。XOは教育市場をターゲットにした1997年の（Apple Newtonをベースにした）eMate 300に似た点もあるが直接のつながりはない。AppleはMac OS XのOLPC版の開発・無償提供を申し出たが採用されなかった。
ネグロポンテは、2005年11月16日にチュニジアのチュニスで行われた世界情報社会サミットの第2フェーズにおいて、ノートPCの2つのプロトタイプを発表した。一つは動作しない形だけのモデルで、もう一つは外部の基板とキーボードを使用した未完成版だった。発表された機器は、一般的な基板を使用した荒削りなプロトタイプだった。ネグロポンテは、ディスプレイだけは三ヶ月以上の開発を要すると見積もった。動作する最初のプロトタイプのデモは、2006年5月23日に開催された「英: Country Task Force Meeting」（カウントリー・タスク・フォース・ミーティング）で行われた。製品版では、同じサイズの個体に、より大きなディスプレイが搭載されると期待されている。ノートPCの出荷は、2006年終わりから2007初めの予定。
2006年、スイスのダボスで開催された世界経済フォーラムで、国連開発計画（UNDP）は、この計画を支援する予定であると公式発表。「発展途上国の特定の学校に対する技術と資源」を供給するため、OLPCと共同で作業にあたるだろう、との声明を出した。
2005年12月13日、OLPC理事会は、100ドルノートPC計画のODMにクアンタ・コンピュータが選ばれたと公表した。この決定は、理事会が数社の製造企業による入札を審査してなされたものである。クアンタ・コンピュータは、しなければならないことは沢山残っていると強調した。「まだ膨大な量の研究と開発が必要であるが、うまくいけば、来たる2006年の後半には最初の完成品を製造する準備が整えられるだろう」その次の半年間で、クアンタ研究所のチームは100ドルノートPCに注力する予定である。
2015年2月OLPCからスピンアウトしたオーストラリアの団体One Education Foundationが、モジュラー型の子供向けタッチパネル搭載の低価格PC、Infinityの計画を発表した。2015年11月現在、20台以上の場合1台辺りUS $239で早期予約を受け付けている。2019年9月現在、Windows 10 Pro EducationとMicrosoft Officeを搭載したInfinity:Oneは$330で販売中。

### 価格
元々、この計画は100米ドルを目標にしていた。2006年5月、ネグロポンテはレッドハットの年次ユーザサミットで、「価格は流動的だ。我々は非営利団体である。2008年までに100ドルにすることを目標としているが、たぶん135ドル、もしかしたら140ドルになるかもしれない。ただ、これは最初の価格であって、必要なのは出荷の度に安くすることだ。価格は下がることを約束する」と発言したが、2007年9月の時点で199ドルという当初予定を大幅に上回る価格であり、2008年までに100ドルという目標は達成されず、2009年12月の時点でも172ドルであった。

## アプリケーション
Pythonで記述された 英: Sugar と呼ばれる独自のグラフィカルユーザインタフェース環境を備え、その下でアクティビティと呼ばれるアプリケーション群が動作する。英: Sugar はメッシュネットワークを介したコラボレーションを前提に設計されており、複数の子供が同一のアクティビティに参加して、共同で作品を作ることが可能である。アクティビティにはウェブブラウザ、ワードプロセッサ、ペイントツール、Squeak Etoysなどが用意される。

## ウィキペディアとの提携
2006年8月4日、ウィキメディア財団はウィキペディアから選ばれた記事がOLPCに含まれる予定であることを発表した。ウィキメディア財団の理事長ジミー・ウェールズは「OLPCの使命は、我々の目的—百科事典の知識を、無償で、世界中のあらゆる人々に配布すること—と手を携えて行くことになるだろう。まだ世界中すべての人がブロードバンドな接続を持っているわけではないのだ」と話した 。ネグロポンテは以前から、100ドルパソコン上でウィキペディアを見たいと考えていた。ウェールズは、ウィキペディアが「キラーアプリ」の一つであるとの意見を示した。

## 参加国

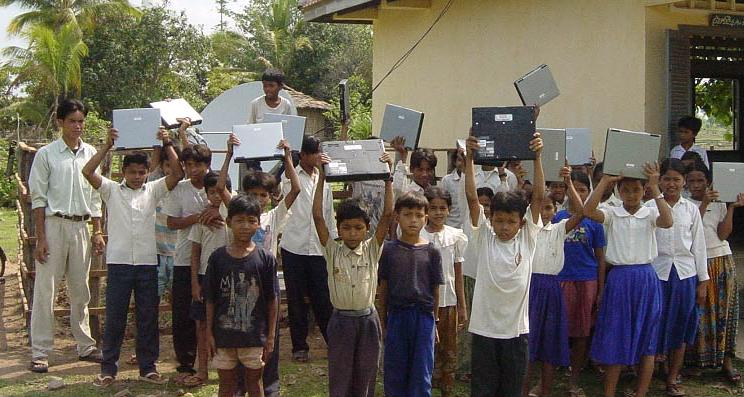
先行プロジェクトに参加したカンボジアの地方の学校の子供たち(持っているのはXOではない)。2001年から実験的に行われている。

ネグロポンテの広報によると、様々な方法ですでに以下の国が提携しているという。しかし、提携に強制力はない。パソコンは各国政府を対象に売られ、「英: One Laptop Per Child」(子供一人に一つのノートパソコン)の理念のもと教育関係の省庁を通じて配布される。
- ブラジル
- タイ王国
- エジプト
- アメリカ合衆国（特にマサチューセッツ州とメイン州）
- カンボジア
- ドミニカ共和国
- コスタリカ
- チュニジア
- アルゼンチン
- ベネズエラ
- ナイジェリア
- リビア

マサチューセッツ州知事ミット・ロムニーは州内の全児童に100ドルPCを配布する法案を州議会に提出した。ナイジェリアは100万台の注文を決めた最初の国である。
2006年10月11日、ニューヨーク・タイムズ紙はOLPCがリビア国内の全120万人の生徒にパソコンを供給することでリビア政府との合意に達したと報じた。この2億5000万ドル（日本円にして約300億円）の契約の中には、衛星によるインターネットアクセスの整備、学校ごとに一台のサーバ、技術的なサポートも含まれる。
インドは「公的資金が、種々の政策書に載っている確実に必要な施策にさえ足りない状況が続いているのに、議論の余地もある計画に対するこの規模の支出は容認できない。」として計画の主導に加わるのを諦めた。
OLPCは元々100ドルPCを各国の政府を通じてのみ売り出すことを計画していたが、ネグロポンテは知名度の高い製造業者が商用製品を作ることに提携してもよいと発言した。225ドル程度で売り出すことができれば、発展途上国への物品支援になるはずである。
2013年、アマゾン川流域奥地のペルーの子供たちへ配布したプロジェクトについての番組が制作され、2015年10月にNHKにて放送された。ネグロポンテやジミー・ウェールズ、米国政府やGoogle等多数の人達もインタビューされている。
量産して価格を100ドルまで下げる構想で億単位の普及を目指していたが、2024年現在、合計僅か300万台強の提供にとどまっている。

## XO-1

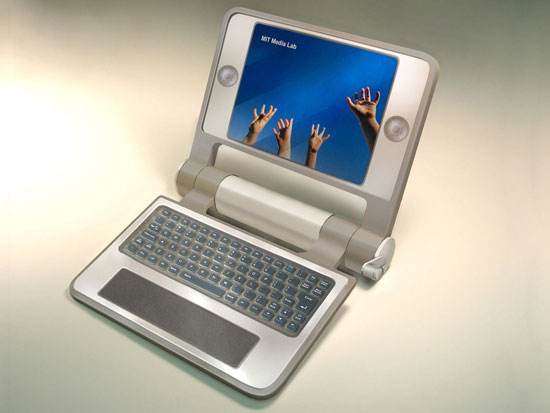
試作機　第一世代

XO-1はオペレーティングシステムとしてLinuxを採用し、フルカラー、フルスクリーンの液晶ディスプレイを搭載したノートパソコンであった。本体は頑丈で、自己発電でき、無線LAN、IP電話が可能で、タッチパッドを備える。

### 設計要件
開発責任者のマリー・ルー・ヨプセン（英: Mary Lou Jepsen）はハードウェアの設計方針を以下のように述べた。
- 最小限の電力消費。設計目標は全消費量で2ワットから3ワット（実際には、8Wと大幅に大きな消費電力）。
- 最小限の製造コスト。目標は、100万台の製造時に一製品につき100ドル（2007年時点で199ドル、2009年12月時点で172ドルと大幅に高価）。
- かっこいいデザイン。一見するだけでも、その革新性がわかるようにする。
- 電子書籍の機能を、きわめて低い電源消費で果たす。
- ソフトはオープンソースと自由ソフトウェアを使う。

ソフトウェアの設計要件と教育での具体的な利用方法は、OLPC Wikiに記述されている。
MITメディアラボは、英: Design Continuum（デザイン・コンティニューム）と 英: Fuseproject （フューザープロジェクト）の支援を得て、様々な利用形態を探っている。たとえば、ノートパソコン、電子書籍、映画館、シミュレーション、絵画用タブレットなどに利用する方法が挙げられる。

### 仕様
- オペレーティングシステムは、初期にはベースにFedora 9を採用したOLPC OS。2016年3月現在、Fedora 18ベースの最新版release 13.2.7が利用可能[21]。
- 電力サービスの利用できない地域でも使えるようにするために、人力による電源供給装置を採用。手動ハンドルや外付け足こぎペダル等が検討されてきたが、現在のところ、ひもを手で引っ張って発電する方式が有力である[22]。
- 無線LAN通信装置を導入することで、アド・ホックなどの形でインターネットへの接続が可能。マシン同士でモバイルアドホックネットワークを構成でき、1つのインターネット接続を共有できる。
- ハードディスクの代わりに1GBフラッシュメモリーを採用。
- CPUはGeode LX-700(433MHz)を採用。

## XO-3
| 量産型 XO-3 |  | 概念モデルの XO-3 |
| 量産型 XO-3 |  | 概念モデルの XO-3 |

XO-3はOLPCプロジェクトの一環として開発されたタブレット/e-ブックであるが2012年11月に中止され、XO-4 Touchに置き換えられた。2画面式のXO-2の中止により、タブレットコンピュータとして設計された。内部の動作はXO 1.75で 同じARM プロセッサである。また、タブレット端末の計画は、通常のAndroidを採用したXO Tabletに置き換えられた。
XO-3は8-インチ 4:3 1024 x 768-解像度のディスプレイとマーベル・テクノロジー・グループのMarvell Armada PXA618 SoCを備える。XO-3は手回し式発電機や太陽電池のような革新的な充電方法に対応するとされていた。
XO-3 タブレットは予定では2012年に$100以下の価格で販売する予定だった。XO-3と太陽電池と手回し式発電機のオプションは2012年1月にコンシューマー・エレクトロニクス・ショー (CES)でBBCニュース の技術番組のクリックで公開された。

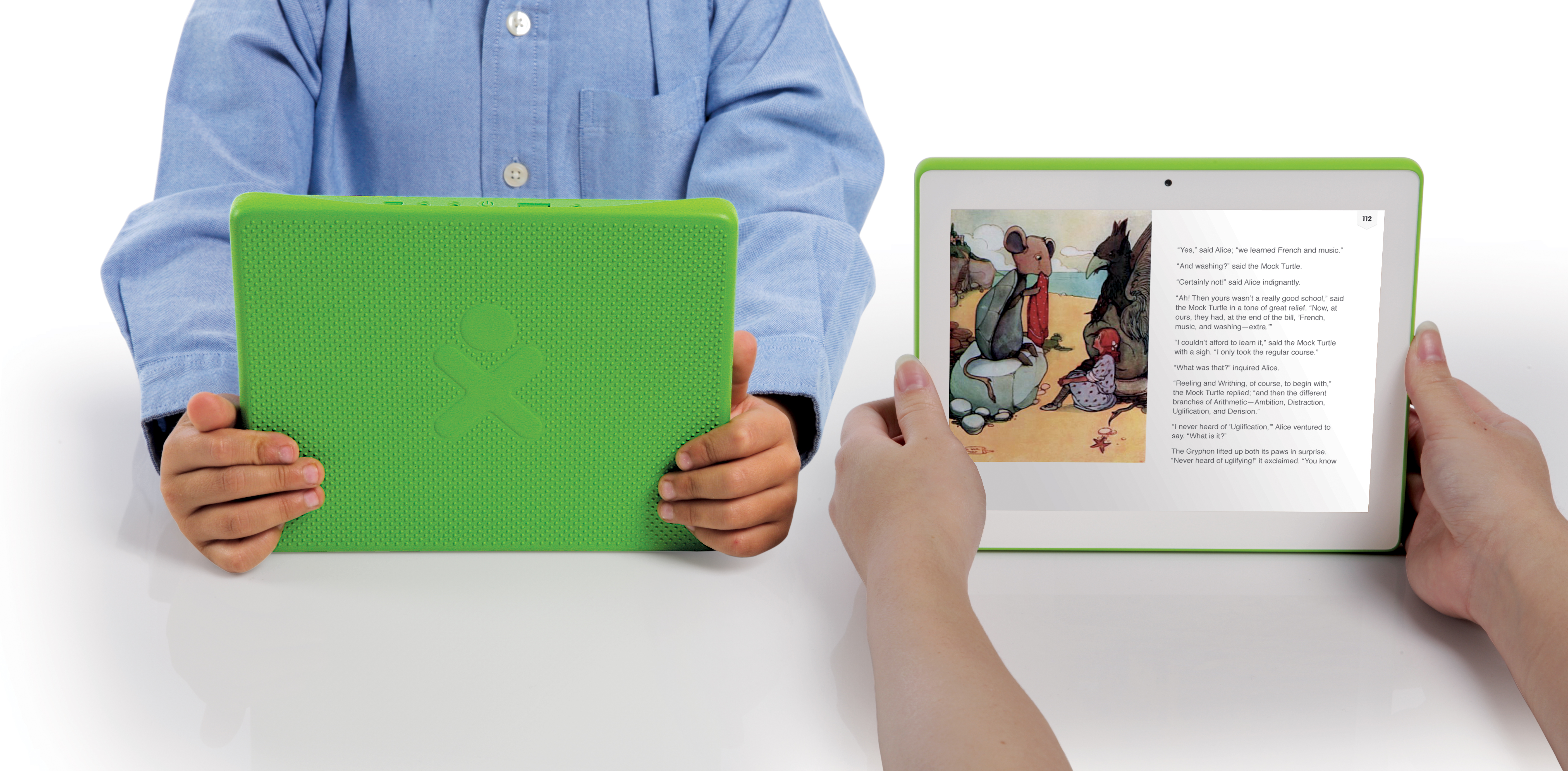
前部と後部
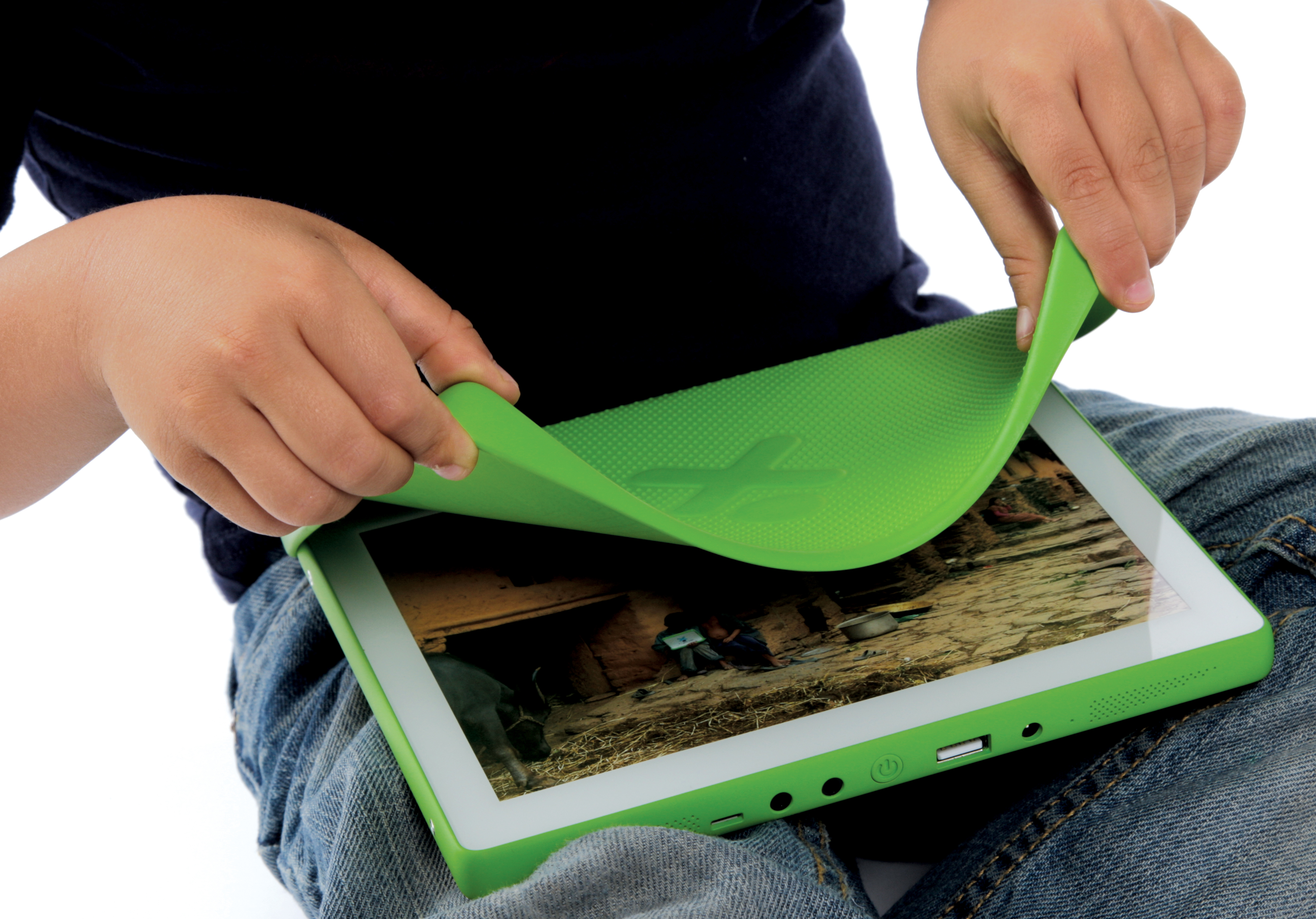
柔軟性のあるカバー
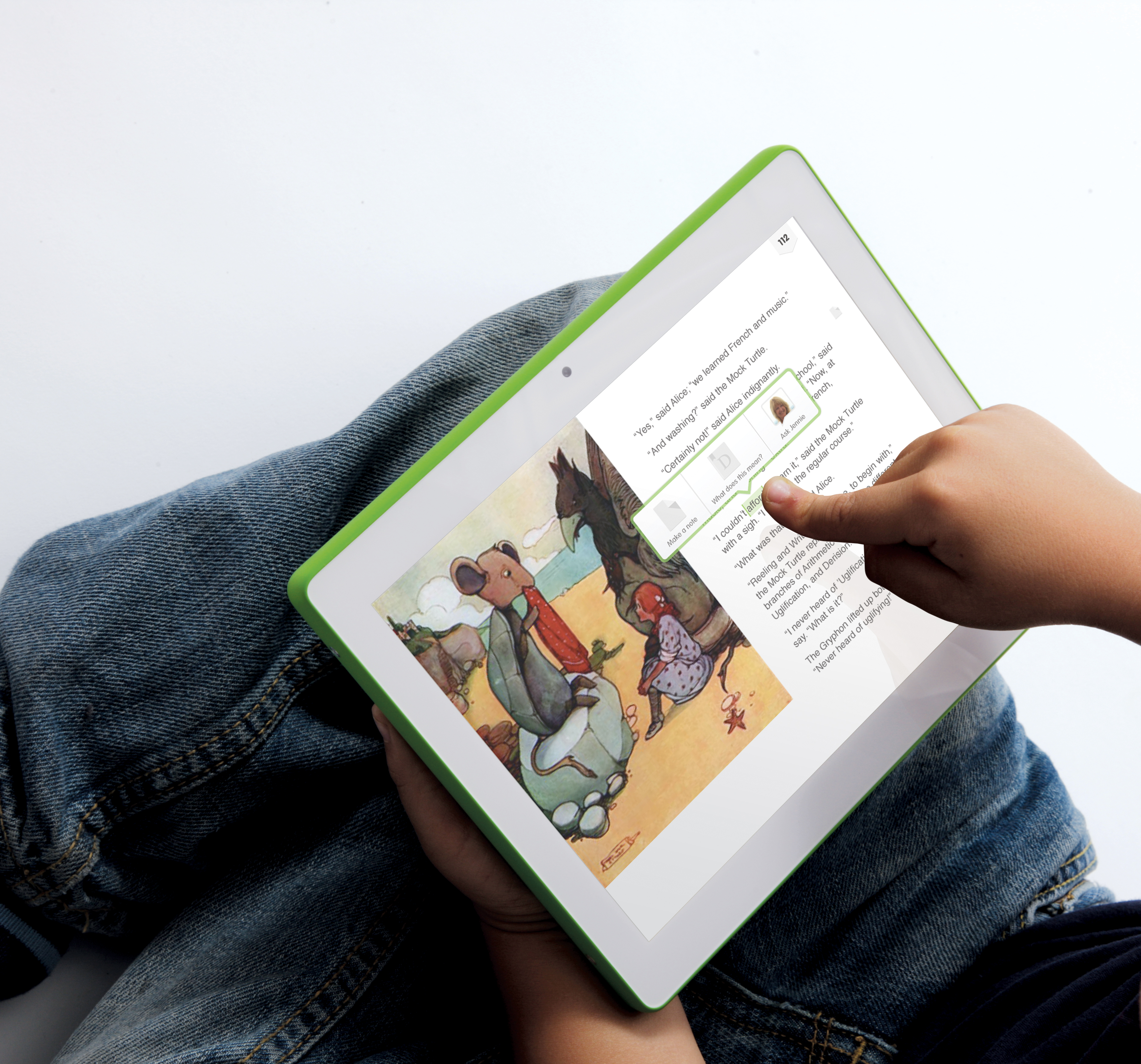
タッチスクリーン
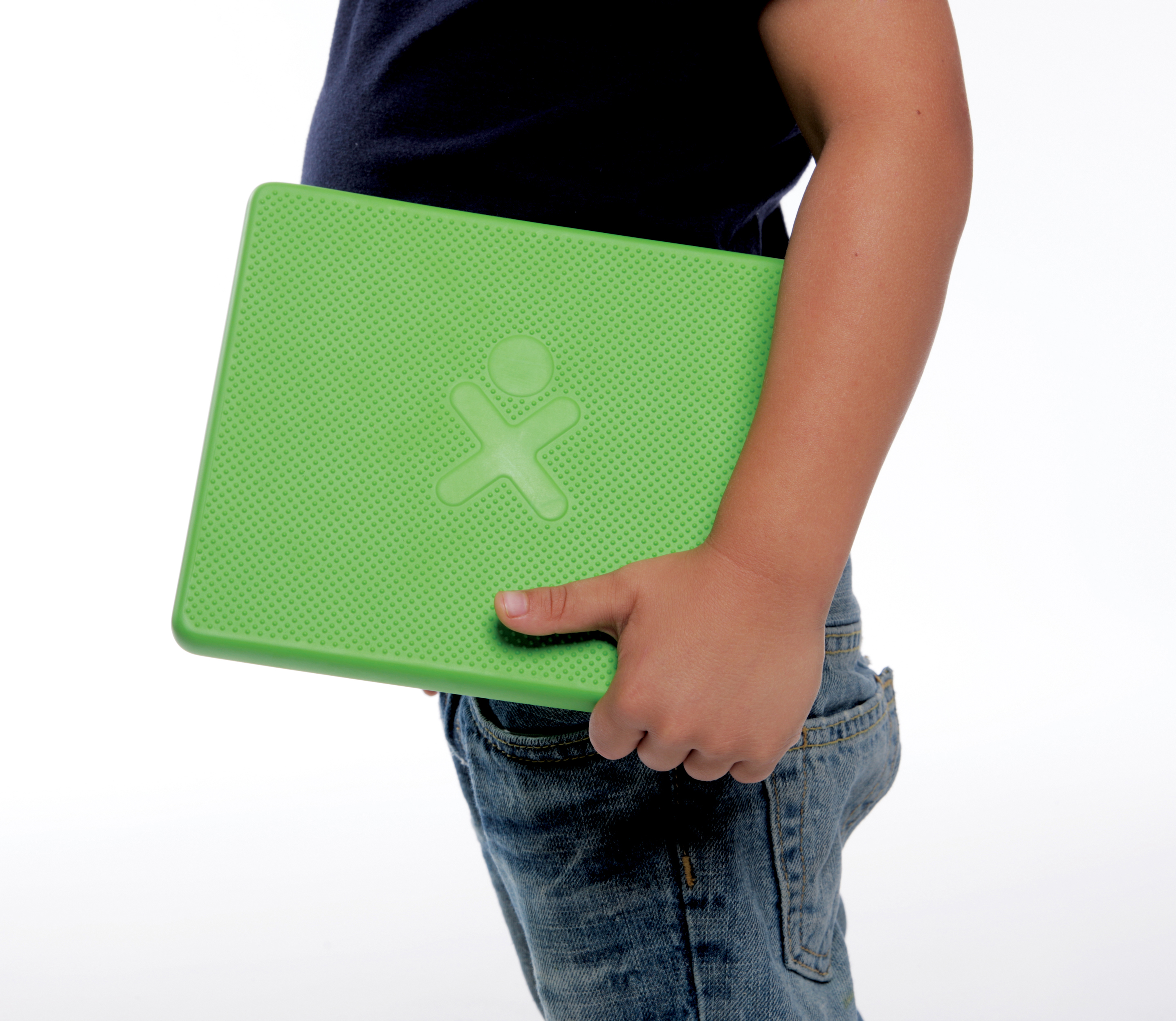

## OLPC Tablet
7インチの液晶画面を備えたAndroid端末。従来はXO Tabletと呼ばれていた。

## XO-4 Touch
2015年11月現在、最新のOLPC環境。2012年9月から開発されており、2013年のCESで初披露された。Dual CoreのARMv7アーキテクチャーCPU、Marvell PJ4を搭載し、Fedora 18ベースのOSを採用、2点までに対応出来る新しいタッチスクリーンを搭載している。2019年6月時点で在庫のみである。

## XO-NL3 Laptop
2016年10月から生産が始まった、16:9のスクリーンを備えた新世代のXO Laptop NL3である。

### 仕様
- オペレーティングシステムは、Ubuntu 18.04, Sugar 0.113。
- 無線LANは、IEEE802.11n対応。
- ストレージには、32GB eMMCを採用。
- CPUはCeleron N2940(Quad Core)を採用。

## infinity laptop
OLPC Infinity Laptop

### 仕様
- オペレーティングシステムは、Ubuntu 18.04, Sugar 0.113。
- 無線LANは、IEEE802.11ac対応。
- ストレージには、64GB eMMCまたは128GB SSDを採用。
- CPUはCeleron N4000(Dual Core)またはCeleron N4100(Quad Core)を採用。